# Jana seydeli
Jana seydeli är en fjärilsart som beskrevs av Berger 1980. Jana seydeli ingår i släktet Jana och familjen Eupterotidae. Inga underarter finns listade i Catalogue of Life.